# Mensaje de Vladímir Putin del 24 de febrero de 2022
El mensaje de Vladímir Putin del 24 de febrero de 2022 constituye el punto de partida de la Invasión rusa de Ucrania. A las 05:30 hora de Moscú (UTC+3) de ese día, se emitió en los canales rusos un mensaje a la Nación en el que el presidente de Rusia informaba su decisión de lanzar una «operación militar especial» en el este de Ucrania ya que, en sus palabras, «Rusia no puede sentirse segura ante la amenaza ucraniana». Putin añadió que intentaría «desmilitarizar y desnazificar Ucrania», justificando la agresión militar con el objetivo de proteger a los habitantes de las autoproclamadas República Popular de Lugansk (RPL) y República Popular de Donetsk (RPD) —en la región predominantemente de habla rusa de Dombás— del supuesto genocidio por parte del gobierno ucraniano. En su discurso, Putin afirmó que no había planes para ocupar el territorio ucraniano y que apoyaba el derecho de los pueblos de Ucrania a la autodeterminación. Al final del discurso, Putin advirtió a terceros países que no interfirieran en el conflicto y dijo que «la respuesta de Rusia será inmediata y los llevará a consecuencias que nunca han experimentado en su historia», una frase que generó debate sobre su eventual referencia al uso de armas nucleares por parte de Rusia.
Inmediatamente después del ataque, el gobierno ucraniano anunció la introducción de la ley marcial; esa misma noche ordenó una movilización general de todos los hombres ucranianos de entre 18 y 60 años. Las tropas rusas ingresaron a Ucrania desde cuatro direcciones principales: al norte por la frontera bielorrusa, en dirección a Kiev; al noreste desde la frontera rusa, en dirección a Járkov; al este por la antigua línea de frente de la RPD y la RPL; y al sur por la región de Crimea.

## Contenido
En el discurso anunció el inicio de una «operación militar especial» («специальная военная операция») en el territorio de Ucrania, en referencia al Artículo 51 de la Carta de las Naciones Unidas,la decisión del Consejo de la Federación y los acuerdos diplomáticos con la República Popular de Donetsk y la República Popular de Lugansk.
Al final del discurso, Putin advirtió a terceros países que no interfirieran en el conflicto y dijo que «la respuesta de Rusia será inmediata y los llevará a consecuencias que nunca han experimentado en su historia». Muchos medios y expertos occidentales consideraron estas palabras como una amenaza para el uso de armas nucleares.
El discurso de Putin se emitió durante una reunión de emergencia del Consejo de Seguridad de las Naciones Unidas sobre la situación en Ucrania que comenzó la noche del 23 de febrero, hora de Washington. En la reunión en sí, Vasily Nebenzia, el representante permanente de la Federación de Rusia ante la ONU, dijo: «No estamos llevando a cabo una agresión contra el pueblo ucraniano, sino contra la junta que tomó el poder en Kiev».